# Rio Bitumirim
Der Rio Bitumirim ist ein etwa 65 km langer linker Nebenfluss des Rio Tibaji im Inneren des brasilianischen Bundesstaats Paraná.

## Geografie

### Lage
Das Einzugsgebiet des Rio Bitumirim befindet sich auf dem Segundo Planalto Paranaense (der Zweiten oder Ponta-Grossa-Hochebene von Paraná).

### Verlauf
Sein Quellgebiet liegt im Munizip Ipiranga auf 794 m Meereshöhe etwa 10 km nordwestlich der Ortschaft Ipiranga zwischen der PRC-487 und der Eisenbahnlinie Estrada de Ferro Central do Paraná.
Der Fluss verläuft überwiegend in östlicher Richtung. Er fließt fast vollständig innerhalb des Munizips Ipiranga, lediglich auf seinen letzten 12 km bildet er die nördliche Grenze zum Munizip Tibagi. Er mündet auf 776 m Höhe von links in den Rio Tibaji. Er ist etwa 65 km lang.

### Munizipien im Einzugsgebiet
Am Rio Bitumirim liegen die zwei Munizipien Ipiranga und Tibagi.